# 澄田信義
澄田 信義（すみた のぶよし、1935年（昭和10年）2月20日 - 2009年（平成21年）6月13日）は、日本の政治家。元島根県知事（5期）。島根県出雲市出身。

## 来歴・人物
1953年（昭和28年）島根県立出雲高等学校卒業。1957年（昭和32年）に東京大学法学部を卒業して日本国有鉄道に入社した。1980年（昭和55年）に和歌山県警察本部長、1982年（昭和57年）に日本国有鉄道監察局長、1986年（昭和61年）同常務理事などを歴任した。
1987年（昭和62年）4月の島根県知事選挙に自由民主党公認で出馬し当選。4月30日に就任した。2007年（平成19年）4月29日まで島根県知事として最長の5期20年務めた。この間、2003年（平成15年）に全国知事会副会長に就任している。退任時には、昭和時代に就任した最後の現職都道府県知事であった。退任後は島根県文化振興財団理事長、島根県社会福祉協議会会長を務めた。2007年（平成19年）11月には旭日大綬章を受章。
2009年（平成21年）6月13日、内臓疾患のため松江市内の病院で死去した。従三位に叙せられた。同年9月13日に県・県議会・県内市町村などで組織された実行委員会主催の「お別れの会」が営まれた。

## 文献

### 著書
- 『ふるさとに立ちて-島根新時代への道』 山陰中央新報社、1990年7月、ISBN 4879030155。
- 『あすの島根をつくる「環日本海時代をひらくふるさと創造計画」』 山陰中央新報社、1994年 ISBN 4879030341。
- 『21世紀しまね新時代 理性の時代から感性の時代へ』 山陰中央新報社、1998年。ISBN 4879030651。
- 『汽笛に想う-鉄道マン知事の交通への挑戦』 ぎょうせい、2001年6月、ISBN 4324064318。